# Henk Oosterhuis
Hendrik (Henk) Oosterhuis (Oude Pekela, 20 april 1893 - Muiden, 21 januari 1962) was een Nederlands was een voorman van het NVV en politicus namens de SDAP en de PvdA.
Oosterhuis was een zoon van Hendrik Oosterhuis en Trientje van Greven. Hij was gehuwd met de dienstbode Engelina van der Vlag, dochter van de opzichter Steffen van der Vlag en Andrea Roosje uit Oude Pekela.
Oosterhuis bezocht slechts vijf jaar de lagere school en moest toen gaan werken. Hij maakte van 1919 tot 1931 deel uit van de gemeenteraad voor de SDAP in Oude Pekela en was daar van 1923 tot 1926 en van 1927 tot 1931 wethouder. In de jaren 30 raakte Oosterhuis betrokken bij de landelijke leiding van het NVV. Hij maakte deel uit van het Verbondsbestuur, en bleef daarbij betrokken, ook nadat het bestuur door de Duitse bezetter ontslagen was. Oosterhuis schreef soms voor het illegale blad De Vakbeweging van de journalist L.J. van Looi.
Tijdens de clandestiene aanloop naar de Stichting van de Arbeid nam Oosterhuis deel aan de besprekingen in de zgn. Hacke-kring met onder anderen Dirk Stikker. Buiten deze besprekingen om probeerde hij al te vergaande concessies van NVV-kant te voorkomen. Hij had het gevoel dat Evert Kupers, de gewezen voorzitter van het NVV, door Stikker 'in een zak was genaaid' en probeerde in het circuit van illegale bijeenkomsten vooral het punt van de economische medezeggenschap hoger op de agenda te krijgen. Oosterhuis werd echter deskundig 'kaltgestellt' door de ondernemers én door zijn eigen NVV-bestuur, en legde zich bij de situatie neer. Oosterhuis ging behoren tot de kernleden van de Stichting van de Arbeid en liet van reserves niets meer blijken.
Van 1946 tot 1960 was Oosterhuis lid van de Eerste Kamer voor de PvdA. Hij was van 1949 tot 1956 voorzitter van het NVV. Van 1945 tot 1956 was hij lid van de Stichting van de Arbeid; hij vervulde vanaf 1949 enige tijd het voorzitterschap van deze instelling. In de jaren 1945-1953 trad hij ook op als voorzitter van de Raad van Vakcentrales. Van 1950 tot 1960 maakte hij deel uit van de SER en was hij lid van het Benelux-parlement.
Oosterhuis was ook lid van het bestuur van het Internationaal Verbond van Vrije Vakverenigingen. Hij was verder vicevoorzitter van de toenmalige NOVIB en vervulde deze functie in de Interdepartementale commissie voor sociale, culturele en hygiënische planning voor ontwikkelingsgebieden in Nederland.
In de jaren 1947-1950 en in 1952 was Oosterhuis lid van de Nederlandse delegatie bij de Verenigde Naties. In 1953 maakte hij een immigratie-studiereis naar Australië. Hij was ook lid van de Raad van Toezicht van de herstelbank en had zitting in diverse comités voor vluchtelingenhulp. Hij had in en buiten de vakbeweging een grote naam en ook in het buitenland werd zijn naam met respect genoemd.
Oosterhuis ontving een koninklijke onderscheiding. In zijn geboorteplaats Oude Pekela werd het in 1963 geopende zwembad naar hem genoemd. Hij is begraven op de Nieuwe Oosterbegraafplaats in Amsterdam.
- Biografisch Portaal: 20297695
- Parlement.com: vg09ll3vduz3